# 维摩彝族乡
维摩彝族乡是中华人民共和国云南省文山壮族苗族自治州砚山县下辖的一个民族乡。

## 行政区划
维摩彝族乡下辖以下村级行政区划单位：
碳房社区、维摩村、阿伍村、倮可者村、倮可腻村、普底村、斗果村、海子边村、幕菲勒村和长岭街村。